# دوقلوها (فیلم ۲۰۰۵)
«دوقلو» (انگلیسی: The Twins (2005 film)) یک فیلم است که در سال ۲۰۰۵ منتشر شد.